# Antonín Rosa (1986)
Antonín Rosa (* 12. listopadu 1986, Ústí nad Labem) je bývalý český fotbalový obránce a mládežnický reprezentant, který naposledy působil v klubu FC Vysočina Jihlava. Mimo Česko působil na klubové úrovni na Slovensku. Jeho otcem je bývalý fotbalista Antonín Rosa, jeho dědem je Otto Trefný.

## Klubová kariéra
Svoji fotbalovou kariéru začal v FK Litoměřice, odkud v průběhu mládeže zamířil do FK Teplice. V lednu 2005 se propracoval do prvního týmu. V jarní části sezony 2006/07 hostoval v Blšanech. V sezoně 2008/2009 získal s Teplicemi Český fotbalový pohár.

### FK Mladá Boleslav
V červenci 2013 odešel po skončení smlouvy do Mladé Boleslavi. S Boleslaví se představil v Evropské lize UEFA 2014/15, 24. července 2014 v odvetě 2. předkola proti bosenskému týmu NK Široki Brijeg vstřelil jeden gól. Boleslav vyhrála přesvědčivě 4:0 (první zápas 2:1) a postoupila do 3. předkola proti Olympique Lyon. V něm vstřelil v prvním domácím zápase jediný gól Boleslavi, kterým pouze mírnil vysokou porážku 1:4. Celkem za mužstvo odehrál 10 zápasů, ve kterých se gólově neprosadil.

### MFK Ružomberok
V lednu 2015 přišel na půlroční hostování s opcí na přestup do MFK Ružomberok. V létě 2015 klub uplatnil na hráče předkupní právo a podepsal s ním kontrakt na jeden a půl roku. V létě 2016 se dohodl na ukončení kontraktu.

### FC Vysočina Jihlava
Před sezonou 2016/17 se vrátil do Česka, kde se domluvil na dvouletém kontraktu s mužstvem FC Vysočina Jihlava. V domácí předehrávce 14. kola ePojisteni.cz ligy 18. listopadu 2016 proti FC Fastav Zlín (prohra 1:3) prokázal fair play, když se za nerozhodného stavu 1:1 přiznal k teči po střele Josefa Hnaníčka, která skončila v síti domácího týmu. Rozhodčí se domnívali, že šlo o teč hostujícího hráče stojícího v ofsajdu, Rosa však potvrdil, že byl původcem teče a tudíž šlo o regulérní gól. Tato branka se ukázala nakonec jako vítězná pro hosty. Trenér Zlína Bohumil Páník poznamenal: „Klobouk dolů, to se ve fotbale nevidí. Doufám, že ho vedení ligy ocení cenou fair play.“ V lednu 2018 ukončil profesionální hráčskou kariéru.

## Reprezentační kariéra
Rosa je bývalým mládežnickým reprezentantem ČR, prošel kategoriemi do 18, 19 a 21 let.